# Damián Frascarelli
Damián Frascarelli, vollständiger Name Damián Andrés Frascarelli Gutiérrez, (* 2. Juni 1985 in Montevideo) ist ein uruguayischer Fußballspieler.

## Karriere

### Verein
Der 1,89 Meter große Torhüter Frascarelli begann mit dem Fußballspielen im Alter von acht Jahren bei Libertad Washington. Anschließend war er im Jugendfußball in der Liga La Teja-Capurro bei Mauá del Prado aktiv. Zudem kam er in der Departamento-Auswahl von Colonia zum Einsatz. Er spielte zu Beginn seiner Karriere von 2006 bis Januar 2008 für Miramar Misiones und wurde dort in den Spielzeiten 2006/07 und 2007/08 in insgesamt 29 Erstligabegegnungen eingesetzt. In jenem Monat wechselte er zu Peñarol Montevideo. Dort wirkte er lediglich in einem Vorbereitungsspiel gegen Nacional Montevideo mit, riss sich sodann im Rahmen einer Hong-Kong-Reise seines Klubs im Februar 2008 das Kreuzband und kam daher nie in einem offiziellen Spiel der „Aurinegros“ zum Einsatz. In der Apertura 2008 gehörte er dem Kader des seinerzeitigen Erstligisten Central Español an. Sechs Erstligaeinsätze sind dort für ihn in der Saison 2008/09 notiert. In der Clausura 2009 spielte er erneut beim Zweitligisten Miramar Misiones. Für die Central Español bestritt er sodann in der Saison 2009/10 15 Partien in der Primera División. In derselben Spielzeit sind zudem 13 Erstligaeinsätze und vier in der Copa Libertadores beim Club Atlético Cerro für ihn verzeichnet. Anschließend wechselte er nach Zypern zu APOP Kinyras Peyias. Nach 16 Einsätzen in der höchsten Spielklasse verließ er den Klub im Juni 2011 und schloss sich Omonia Nikosia an. Ohne in der Liga aufgestellt worden zu sein kehrt er von dort Ende Januar 2012 nach Uruguay zurück und stand fortan in Reihen des Erstligisten Bella Vista aus Montevideo. Für die Montevideaner lief er in der Clausura 2012 zehnmal in der Primera División auf. Zur Apertura 2012 erfolgte sein Wechsel zum Stadtrivalen River Plate Montevideo. Dort absolvierte er in den Spielzeiten 2012/13 und 2013/14 30 bzw. 29 Erstligaspiele und kam überdies viermal in der Copa Sudamericana 2013 zum Einsatz. Nach der letztgenannten Saison unterzeichnete er einen Vertrag beim chilenischen Erstligisten Deportivo Ñublense. In der Spielzeit 2014/15, in der er Anfang Dezember von der chilenischen Presse als beste Neuverpflichtung des Vereins in jener Saison gefeiert wurde, wurde er 34-mal (kein Tor) in der chilenischen Primera División und zweimal in der Copa Chile eingesetzt. Anfang Juli 2015 gab Peñarol Montevideo seine Verpflichtung zur anstehenden Spielzeit bekannt. In der Spielzeit 2015/16, in der die „Aurinegros“ Uruguayischer Meister wurden, kam er jedoch in keinem Ligaspiel zum Einsatz, absolvierte jedoch eine Partie in der Copa Libertadores 2016. In der Saison 2016 kam er zu seinem einzigen Ligaeinsatz für die Montevideaner. Anfang Januar 2017 verpflichtete ihn der Club Deportivo River Ecuador. Bislang (Stand: 26. Februar 2017) lief er bei den Ecuadorianern in vier Partien der Primera A auf.

### Nationalmannschaft
Frascarelli war mindestens im Juni 2007 Mitglied der von Roland Marcenaro betreuten U-23-Auswahl Uruguays.

### Erfolge
- Uruguayischer Meister: 2015/16